# Goûteur

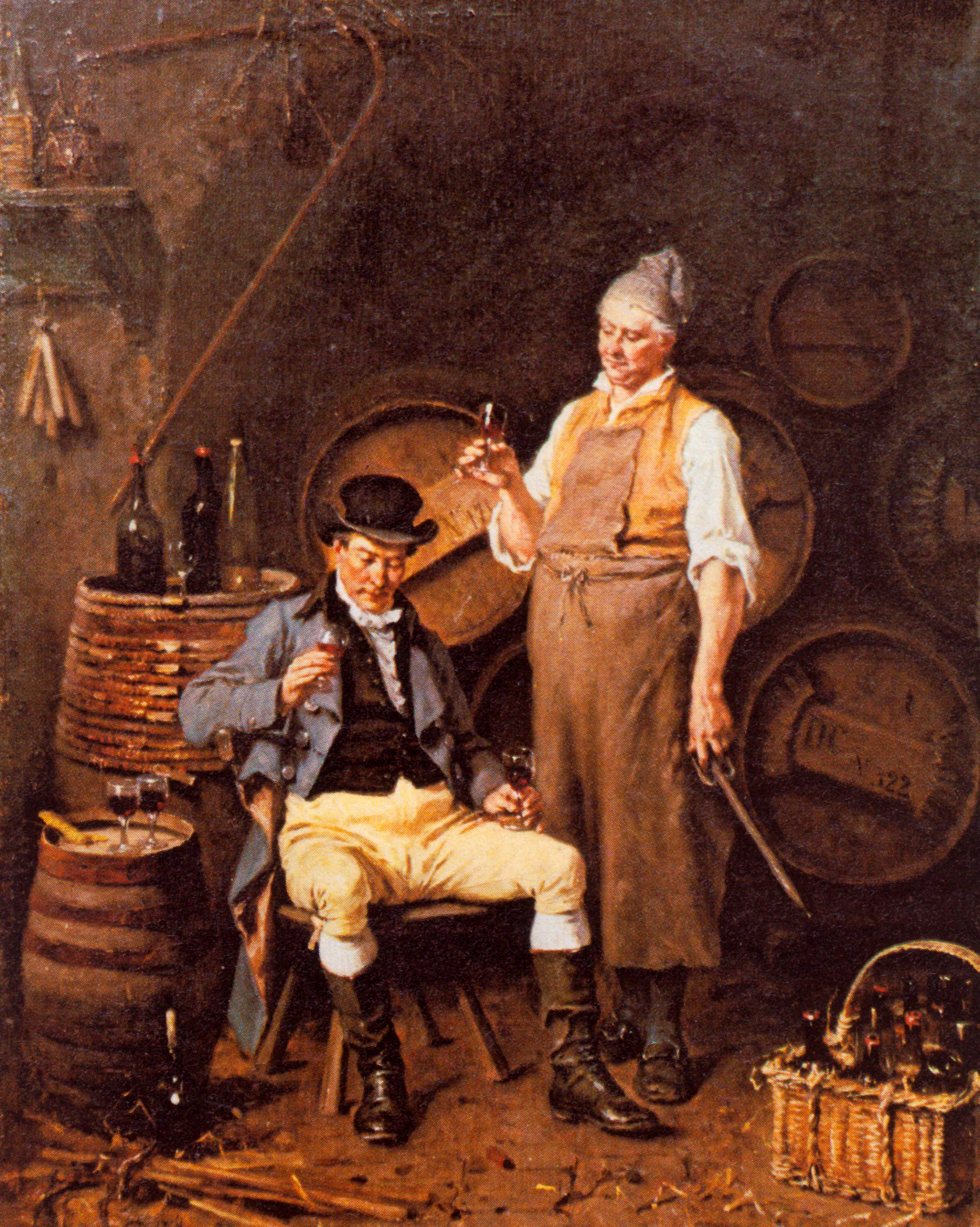
Jan David Col, Les goûteurs de vin.

Un goûteur est une personne qui teste des aliments destinés à d'autres afin de vérifier s'ils sont effectivement consommables ou s'ils ont un bon goût. De façon générale, ils servent, dans l'industrie agroalimentaire, à déterminer les propriétés organoleptiques d'un produit en vue de son amélioration ou de sa sélection. On peut également s'en servir, en matière de sécurité, pour assurer à une personnalité que le plat qu'on lui sert n'est pas empoisonné.
Ainsi, à la cour de France, l'Office était soumis au cérémonial suivant : les mets préparés en cuisine étaient placés sous cloche cadenassée et amenés par les officiers de bouche et de gobelet, encadrés par les gardes du roi, sur la « table du prêt » où un « gentilhomme servant » coupait des mouillettes (appelées les essais, ils étaient mis en contact avec les aliments, boissons, serviette et couverts) et demandait à chacun des officiers ayant apporté les plats de goûter ces essais.